# コラシジウム

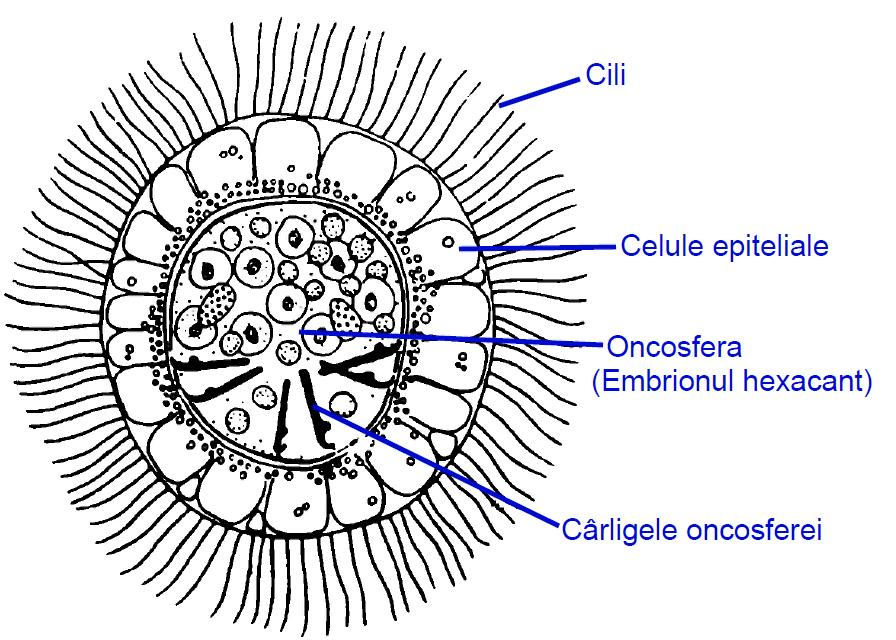
のコラシジウム

コラシジウム(coracidium)とは、裂頭条虫の生活環の1ステージで、繊毛の生えた幼虫被殻に包まれた状態の六鉤幼虫を指す。終宿主から外界へと排出された虫卵の内部で形成され、孵化後は水中を遊泳し、第1中間宿主であるケンミジンコに摂取されると幼虫被殻を脱いでプロセルコイドへと発育する。

## 構造
六鉤幼虫(hexacanth)が繊毛の生えた幼虫被殻(ciliated embryophore)に包まれた構造をしている。幼虫被殻は中割球由来の合胞体であり、多数の長い繊毛に覆われている。

## 発生
条虫の受精卵はらせん卵割のあと大中小の割球となるが、このうち小割球のみが後の世代へ続く六鉤幼虫となり、大割球と中割球はそれを包む2層のembryonic envelopesとなる。このうち外側の層（大割球由来）は虫卵成熟後アポトーシスにより分解され、その一方で内側の層（中割球由来）は発達して幼虫被殻(embryophore)を形成する。裂頭条虫目（および吸溝条虫目の一部）の場合、幼虫被殻は多数の長い繊毛に覆われており、これによって六鉤幼虫に遊泳能力をもたらす。